# Gobiobotia paucirastella
Gobiobotia paucirastella är en fiskart som beskrevs av Zheng och Yan, 1986. Gobiobotia paucirastella ingår i släktet Gobiobotia och familjen karpfiskar. Inga underarter finns listade i Catalogue of Life.